# سمير العصفوري
سمير العصفورى (27 فبراير 1937، بورسعيد) مخرج مسرحي مصري.

## المؤهلات العلمية
- التحق بكلية الآداب جامعة عين شمس (قسم الدراسات العربية) عام 1956
- التحق بالمعهد العالى للفنون المسرحية عام 1960 قسم التمثيل
- وتخرج عام 1964 بتقدير جيد جدا أول الدفعة

## التدرج الوظيفى
- عين ممثلا ثم مخرجا بفرق التلفزيون المسرحية عام 1964
- عمل مدرسا للتمثيل بالمعهد العالى للتربية الموسيقية عام 1967
- تدرج في الوظائف حتى أصبح مشرفا فنيا بالمسرح العالمى والمسرح الحديث ومسرح الحكيم
- عين عام 1971 مخرجا بالمسرح القومي
- عمل مدرسا للتمثيل بالمعهد العالى للفنون المسرحية 1975 ولمدة عام واحد
- عين عام 1975 مديرا عاما لمسرح الطليعة.
- عين مديرا عاما للمسرح الحديث 1980 .
- عين مديرا عاما للمسرح القومى 1983 .
- عين مستشارا للبيت الفنى للمسرح 1994 .
- أسس قاعة 79 التي تحولت إلى قاعة صلاح عبد الصبور وأصبحت نموذجا للقاعات التجريبية بمصر فكرا وأسلوبا وأداء.

## الإنتاج الفني
قام بإعداد العديد من النصوص الفنية بالإضافة إلى أدائه التمثيلي والإخراج المسرحي:
أ -إعداد النصوص الفنية:
- إعداد لنص «ومازالت المغنية الصلعاء» لأوجين يونسكو
- إعداد لنص «بدرمان» لماكس فريش
- إعداد «زنزانة المجانين» عن رواية عنبر رقم 6 لتشيكوف
- إعداد لأعمال بيرم التونسى «العسل عسل والبصل بصل»
- تأليف معارضة شعرية «مسافر الليل» لصلاح عبد الصبور تحت عنوان «مسافر الظهر».
- المشاركة في إعداد كتابة نص «عالم قطط» لإلتوت مع أحمد عبد الله والشاعر السيد حجاب
- المشاركة في كتابة نص «البندا» مع أحمد عبد الله
- تركزت العديد من الدراسات العليا ورسائل الماجستير والدكتوراه حول أعمال العصفورى المسرحية.

## ممارسة التمثيل
بدأ نشاطه الفنى ممثلا وأهم أدواره:
- المدرس في مسرحية يونسكو «الدرس».
- دوره في مسرحية ميخائيل رومان «هوليود البلد».
- دوره في فيلم «إشارة مرور» إخراج خيري بشارة 1994
- وأخيرا دورة في مسلسل «باب الخلق» إخراج عادل أديب 2012

## الإخراج المسرحي

### مسرح الدولة
أخرج العديد من المسرحيات منها:
- الدرس ليونسكو بالمسرح العالمى
- بلدتنا لوايلدر بالمسرح العالمى
- جسر آرتا بالمسرح العالمى
- زيارة السيدة العجوز لدورينمات بالمسرح العالمى
- مأساة الحلاج لصلاح عبد الصبور بمسرح دار الأوبرا عام 1967
- مهرجان الضحك والبكاء لسيد الشوربجى لمسرح الجيب
- إيزيس في باريس لتوفيق الحكيم للمسرح الحديث (عرضت بفرنسا فقط).

### مرحلة التراث والفنون الشعبية العربية
بمسرح الطليعة والقومى ومسارح الدولة حيث أخرج عدد من المسرحيات منها:
- مولد الملك معروف لشوقى عبد الحكيم بمسرح الطليعة 1975
- ياعنتر ليسرى الجندى بمسرح الطليعة
- السيرة الهلالية ليسرى الجندى بمسرح الطليعة
- العسل عسل والبصل بصل لبيرم التونسى بمسرح الطليعة
- كلام فارغ من كتابات أحمد رجب وإعداد نبيل بدران للمسرح الحديث
- حدث في وادى الجن (شوقى وحافظ) ليسرى الجندى
- الزعيم محمد فريد بمسرح الجمهورية
- الست هدى لأحمد شوقي بالمسرح القومى
- القاهرة 80 عن رواية يوم قتل الزعيم لنجيب محفوظ

### مسرح القطاع الخاص
واتحاد الإذاعة والتلفزيون المصرى والعربي حيث أخرج العديد من المسرحيات منها:
- نجمة الفاتنة تأليف بهجت قمر لفؤاد المهندس مستوحاة من إيرما لادوس
- جوازة بمليون جنيه لمسرح الريحانى
- أولاد على بمبة لمسرح الريحانى مستوحاة من الأخوة كرامازوف.
- انها حقا عائلة محترمة
- العيال كبرت
- لعبة اسمها الفلوس
- الزيارة انتهت
- الدنيا لما تضحك
- كلام فارغ جدا لأحمد رجب
- عروسة تجنن
- باللو

### المسرح الجامعي
قدم عددا وفيرا من الأعمال المسرحية للمسرح الجامعى منها: -
جوهر القضية لناظم حكمت، المغنية الصلعاء ليونسكو، الاستثناء والقاعدة لبريخت.
الناس في السماء الثامنة لعلي سالم، الجرة لبيراندللو

### المسرح الإقليمي
السلعوة، القفل، هنا القاهرة، أوبرا ثلاث شنبات عن ماكبث ليونسكو (ترجمة).
د/هدى وصفي، الليلة فنطزية للشاعر سمير عبد الباقى، قمر 14 .

## الجوائز والأوسمة
- جائزة الدولة للتفوق في الفنون من المجلس الأعلى للثقافة، عام 2000 .